# Bomvest

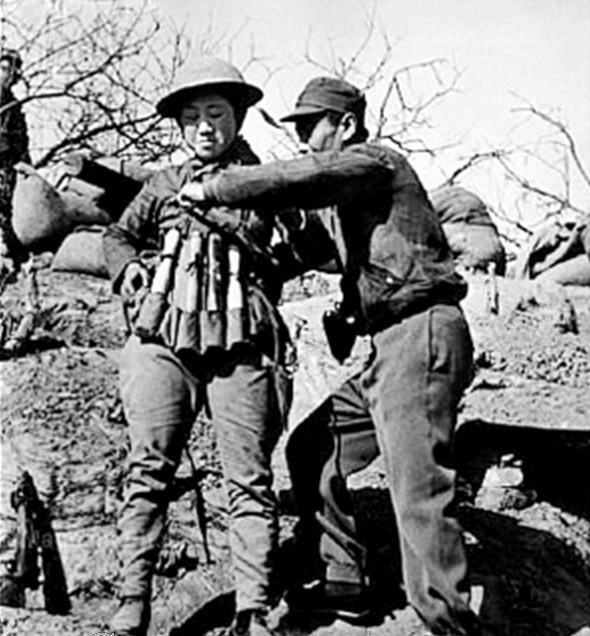
Een Chinese infanterist draagt een bomvest tijdens de Tweede Chinees-Japanse Oorlog (1938)

Een bomvest of bomgordel is een bom die om het lichaam wordt gedragen en al dan niet door kleding wordt bedekt.
Bomvesten worden vaak gebruikt om een zelfmoordaanslag mee te plegen. De drager begeeft zich in een mensenmassa om te midden daarvan het explosief af te laten gaan met de bedoeling zo veel mogelijk personen tegelijk met zichzelf te doden. Dit middel wordt zowel in oorlogen als bij terroristische aanslagen ingezet.
Reeds in de twintigste eeuw offerden Japanse en Chinese soldaten soms hun leven op door met op het lichaam gebonden explosieven de vijand tegemoet te gaan. De groepering Tamiltijgers uit Sri Lanka maakte gebruik van zelfmoordcommando's. Dit middel werd onder meer gebruikt bij de aanslag op de Indiase president Rajiv Gandhi in 1991.
Wereldwijd heeft het islamitisch terrorisme vele aanslagen met bomvesten op zijn naam staan. In deze context wordt er thans ook over een martelaarsgordel gesproken.